# Piret Rips

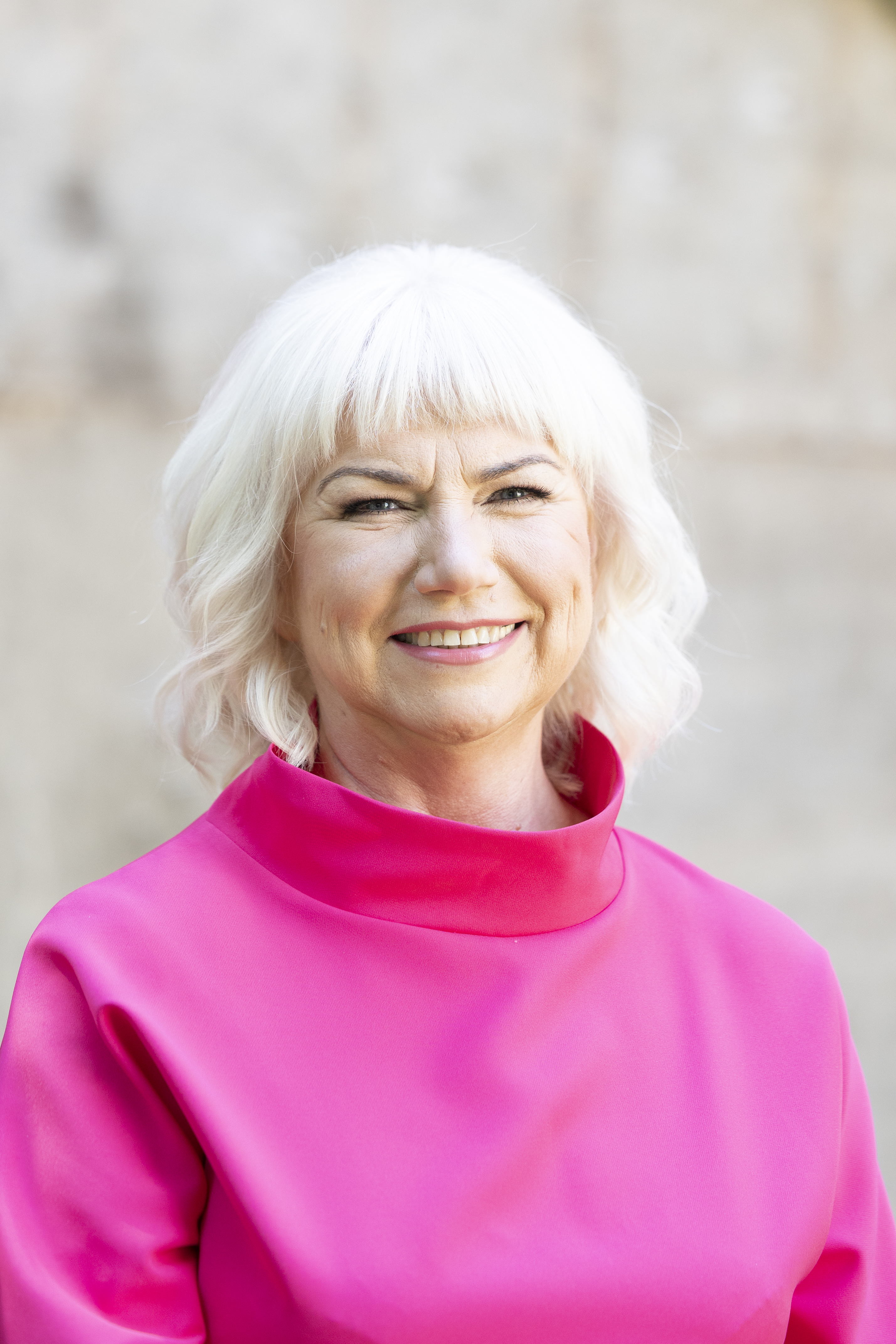
Piret Rips-Laul (2024)

Piret Rips (* 19. Januar 1965 in Valga) ist eine estnische Komponistin.

## Leben
Piret Rips schloss 1983 das Tallinner Musikgymnasium (Tallinna Muusikakeskkool) im Fach Klavier ab. 1988 graduierte sie am Staatlichen Tallinner Konservatorium (Tallinna Riiklik Konservatoorium) in der Klavierklasse von Liina Jõks. 2004 beendete Rips ihr Studium im Fach Komposition bei René Eespere an der Estnischen Musikakademie (Eesti Muusikaakadeemia).
2004 trat sie dem Estnischen Komponistenverband (Eesti Heliloojate Liit) bei. Piret Rips ist eine der bekanntesten zeitgenössischen Komponistinnen für Kinder- und Jugendlieder in Estland. Daneben komponiert Rips geistliche Lieder und ist als Chorleiterin tätig. Außerdem unterrichtet sie Klavier.

## Werke (Auswahl)
- Joona lugu (Kindermusical nach einem eigenen Libretto, 1994)
- The Play with Feelings (für Sopransaxophon und Klavier)
- Esimesed jõulud (Musical nach einem Libretto von Leelo Tungal, 2002)
- Hingedemaa kellad (Kantate für Chor, 2007)
- Imelaps (Musical nach einem Libretto von Leelo Tungal, 2008)
- Kiviaja Kalle (Musical nach einem Libretto von Leelo Tungal, 2009)

## Diskographie
- Näita teed (2000)
- Esimesed jõulud (2003)
- Plenty good room (2005)
- Hingedemaa kellad (2007)[2]